# Notholmen (Kaland)
Ne doit pas être confondu avec Notholmen.
Notholmen, est une île dans le landskap Sunnhordland du comté de Vestland. Elle appartient administrativement à Lindås.

## Géographie
Rocheuse et couverte d'arbres, elle s'étend sur environ 195 m de longueur pour une largeur approximative de 105 m. 